# 스탠리 T. 애덤스
스탠리 테일러 애덤스(영어: Stanley Taylor Adams, 1922년 5월 9일 ~ 1999년 4월 19일)는 미군 장교로, 미군의 최고 훈장인 명예 훈장을 한국 전쟁 참전을 함으로서 수훈 받았다. 미국 캔자스주 출신인 애덤스는 제2차 세계 대전에 사병으로 참전하였다. 이후 한국에서 전쟁이 발발하자 마자 하사관으로 한국에 파견되었으며, 1951년 초 수적으로 우세했던 적군을 상대로 총검을 사용, 주도하여 명예 훈장을 받았다. 훈장을 받은 직후 장교로 임관되었던 애덤스는 베트남 전쟁에도 참전하였고, 최종 계급 중령으로 전역하였다.

## 젊은 시절과 2차 세계 대전
스탠리 테일러 애덤스는 1922년 5월 9일 캔자스주 디소토에서 태어났다. 이후 1942년 올레이스 근처에 있는 미군 육군 기지에 들어갔다.ref name=ServiceProfile/> 이후 2차 세계 대전에 파병되었고, 그때 북아프리카와 이탈리아에서 각각 한 번씩 부상을 당하였다.

## 한국 전쟁
2차 세계 대전 후 일본에서 연합군 점령군의 일원으로 복무하였다. 이후 한국 전쟁 발발 직후인 1950년 7월, 제24보병사단 제19보병연대 1대대 A 중대와 함께 하사 1급으로 한국에 파견되었다.
1951년 1월 말, 애덤스의 부대가 속해 있던 제8군은 중국군에 대항하여 반격에 나섰다. A 중대는 2월 3일 서울 남쪽 부근에 자리를 잡았고, 애덤스 소대는 나머지 중대보다 180m 정도 떨어진 앞쪽 능선에 전초기지를 설치하였다. 밤 11시쯤 적군이 A 중대를 공격해 밀어내면서 삼면으로 포위가 되었다. 2시간 후인 2월 4일 새벽, 애덤스의 소대는 약 250명 가량의 적군의 공격을 받았고, 기관총과 바격포 사격에 45분 만에 소대는 후퇴하였다.
적군이 패하는 방법이 근접전투 뿐이란 것을 알게 된 애덤스는 자신과 같이 총검을 장착한 총을 든 소대원 13명을 이끌고 약 150명의 적군을 향해 돌격하였다. 그는 다리에 총을 맞고 수류탄 때문에 네 번이나 발을 찧었음에도 불구하고, 적군이 후퇴를 하기 시작할 때까지 거의 한 시간이 되는 시간 동안 백병전을 펼쳤다. 대대에서 철수 명령이 떨어지자 그는 남아서 엄호사격을 하였다. 애덤스는 이후 상사로 진급하고, 전투 중 총검을 사용한다는 것을 생각해 전투에서 공을 세워 명예 훈장을 수훈 받았다. 그 수훈은 해리 S. 트루먼 미국 대통령이 1951년 7월 5일 백악관에서 열린 기념식에서 정식으로 수여하였다.

## 후기 삶
명예 훈장을 받은 직후 애덤스는 소위로 임관하였고, 1970년에 중령으로 퇴역하였다.
애덤스는 와바 J. 웨어 애덤스와 결혼하였고, 아들 게리를 낳았다. 후에 둘은 이혼하였다. 이후 페니 드그래프와 결혼하며 딸 조이를 낳았다. 1981년에는 장 엘리자베스 밴더스텁 애덤스와 결혼하였고, 사망할 때까지 그녀와 함께 살았다.
애덤스는 알래스카주에서 살았으며, 그곳에서 국세청의 행정관으로 일하였다. 시간이 지나고는 오리건주의 벤드로 이사하였으며, 알츠하이머 진단을 받고, 더댈러스에 있는 오리건 재향 군인 시설에서 살았다. 1999년 4월 19일 76세의 나이로 참전 용사 전용 숙소에서 사망하였고, 클랙커미스군에 위치한 윌러메트 공동 묘지에 안장되었다.
애덤스가 사망하고 장은 그의 훈장을 재향 군인 시설에 기증하였고, 입구에 전시되었다. 2008년 장도 사망하자 상당한 자금과 기념품을 그 집에 남겼다. 현재 스탠 & 장 애덤스 재향 군인 회관으로 이름 붙여진 다목적 건물이 건설되었다.

## 명예 훈장 표창장
애덤스의 공식 표창장의 문구는 다음과 같다:
A 중대의 상사 애덤스는 적에 대한 전투에서 의무 이상으로 눈에 띄는 용맹과 대담함을 발휘하였다. 약 0100 시간 동안 애덤스 상사의 소대는 다른 중대보다 약 180m 앞서 전초기지를 보유하고 있었으며, 250여 명으로 추정되는 적군의 단호한 공격을 받았다. 삼면으로 포위가 되어 뿜어져 나오는 소총과 기관총 박격포 사격이 소대를 향했다. 약 150명의 적군이 그의 소대를 향해 전진하는 스카이라인을 향해 보이는 실루엣을 관찰하고는 부하들에게 총검을 고치라고 언급하였고, 13명의 소대원들과 함께 이 적군을 불굴의 용기로 맞섰다. 적으로부터 45m 정도 거리에 있을 때, 애덤스는 다리에 총알을 맞아 쓰러졌다. 하지만 벌떡 일어섰고, 자신의 상처를 무시한 채 뇌진탕으로 4번이나 쓰러지면서도 적과의 거리를 좁혀갔다. 그는 명령을 하며 적진으로 돌격하였고, 총검과 라이플의 개머리판으로 백병전을 펼쳤다. 그렇게 거의 한 시간 동안의 전투 끝에 애덤스와 그의 동료들은 적군을 격파해 50명 이상을 죽이고 나머지는 후퇴하도록 만들었다. 그는 적군이 후퇴한다는 것을 알고 부하들이 철수하는 동안 엄호사격을 가했다. 애덤스 상병의 탁월한 리더십, 믿을 수 없는 용기, 그리고 임무에 대한 완벽한 헌신이 동지들에게 영감을 주어 대대를 재난으로부터 구하는 큰 공을 세웠다. 그의 용기와 역량에 대한 불굴의 투지는 자신에게 최고의 영광을 주면서도 보병대와 군대에 가장 훌륭한 전통을 유지하고 결속시켰다.

## 같이 보기
- 한국 전쟁 명예훈장 수훈자 목록